# Rosa Vivanco
Rosa Vivanco (Malabo, 1957) es una pintora española. En 1993 ganó el Primer Premio del XXI Concurso Nacional de Pintura Villa de Fuente Álamo.

## Trayectoria
Vivanco inició sus estudios superiores en Psicología en la Universidad de Murcia, y, posteriormente, en la Universidad de Valencia. Más tarde, decidió abandonar dicha carrera y comenzar la de Bellas Artes en la misma universidad, en la cual se licenció con especialidad en pintura.
Como artista, ha realizado distintas exposiciones individuales de su obra plástica. Entre ellas, Álmica, en la sala José Nicolás Almansa del Museo de la Universidad de Murcia, en el año 2022, o la muestra La voz del agua en el Palacio consistorial de Cartagena en el año 2023. Asimismo, ha colaborado en numerosas exposiciones colectivas como Nosotras, de nuevo realizada en el Paraninfo de la Universidad de Murcia en el año 2015 y Homenaje a Carmen Conde en el MURAM (Museo Regional de Arte Moderno de Cartagena) en el año 2017.
También ha participado en diferentes ferias de arte tanto nacionales como internacionales, entre ellas: la Feria de Milán de 2002 y Art Madrid de 2007.
En 2025 fue elegida para realizar el cartel del festival Murcia Tres Culturas.
Ha trabajado como docente de enseñanzas medias e impartido cursos en centros culturales de la Región de Murcia. Ejerce de profesora de la Facultad de Bellas Artes de la Universidad de Murcia.

## Reconocimientos
En 1984 fue seleccionada en el Salón Nacional de Pintura de la Caja de Ahorros de Alicante y Murcia, y un año más tarde, en 1985, para participar en la I Bienal de Pintura de Murcia.
Vivanco ganó el Primer Premio XXI Concurso Nacional de Pintura Villa de Fuente Álamo en 1993, que otorga la Concejalía de Cultura del Ayuntamiento de Fuente Álamo de Murcia, desde 1973.
En 2025 fue seleccionada para exhibir su obra en Contemporáneas, una exposición que mostró el trabajo de 30 mujeres artistas en Lorca.